# Géraldine Olivier
Pour les articles homonymes, voir Burri et Olivier (homonymie).
Géraldine Olivier, de son vrai nom Géraldine Burri, née le 5 juin 1967 à Neuchâtel (canton de Neuchâtel) en Suisse, est une chanteuse suisse. Elle chante en allemand, français, italien, anglais et appartient au Schlager, c'est-à-dire à la musique de variétés.

## Biographie
Après le lycée, elle suit une formation de secrétaire et est employée à l'ambassade de Suisse au Japon. De retour en Suisse, elle travaille au sein du gouvernement fédéral à Berne. Elle vit près de Hambourg avec ses deux fils, en famille recomposée.
En juillet 1986, elle fait sa première apparition sur scène lors de l'exposition internationale de Vancouver.
En 1992, Géraldine Olivier participe au Concours Eurovision de la chanson en interprétant Soleil Soleil, mais est ensuite disqualifiée. Elle gagne en 1995 le Grand Prix international de la chanson populaire à Vienne.
Géraldine Olivier est aussi présentatrice de télévision en Allemagne et mannequin.

## Discographie
- 1995 : Nimm Dir wieder einmal Zeit
- 1997 : Tanz doch noch einmal mit mir
- 1998 : Das Beste
- 1998 : Alles mit Dir
- 1999 : Weihnachten mit Géraldine Olivier
- 2001 : Und die Welt wird sich dreh'n
- 2001 : Champagner für's ganze Lokal
- 2002 : Melodien für Euch
- 2002 : Und die Welt wird sich dreh'n
- 2003 : Rosen der Liebe
- 2004 : Gefühle
- 2006 : Liebe erleben
- 2006 : Das Beste (Doppel-CD)
- 2008 : Alles aus Liebe
- 2008 : Du bist wie Sommer